# Ako me prevariš (televizijska serija)
Ako me prevariš je britanska televizijska serija iz 2024., autora Dannyja Brocklehursta, stvorena za Netflix od strane produkcijske kuće Quay Street Productions. Serija je adaptacija romana Harlana Cobena, Velika iluzija iz 2016. godine. U seriji glume Michelle Keegan, Richard Armitage, Adeel Akhtar, Emmett J. Scanlan i Joanna Lumley.
Serija je sastavljena od osam epizoda koje su dostupne širom svijeta na Netflixu od 1. siječnja 2024.

## Radnja
Obitelj su potresla dva ubojstva. Maya Stern gleda snimke svoje kuće i vidi svoga ubijenog muža, Joea, kao uljeza. U međuvremenu, Abby i Daniel, njezina nećakinja i nećak, pokušavaju pronaći istinu o ubojstvu svoje majke i vidjeti moguće veze između oba slučaja.

## Glumačka postava
- Adeel Akhtar kao DS Sami Kierce
- Natalie Anderson kao Claire Walker
- Jade Anouka kao Nicole Butler
- Richard Armitage kao Joe
- Joe Armstrong kao Alexander Dosman
- Dino Fetscher kao Marty McGreggor
- Michelle Keegan kao Maya Stern
- Laurie Kynaston kao Corey Rudzinski
- Joanna Lumley kao Judith Burkett
- Hattie Morahan kao Caroline Burkett
- James Northcote kao Neil Burkett
- Emmett J. Scanlan kao Shane Tessier
- Craige Els kao Coach Phil
- Daniel Burt kao Daniel Walker
- Marcus Garvey kao Eddie Walker
- Dänya Griver kao Abby Walker
- Natalia Kostrzewa kao Izabella
- Adelle Leonce kao Eva Finn
- Laura Gibbons

## Pregled serije
| Br ep. | Naslov       | Redatelj     | Scenarist          | Datum originalnog emitiranja |
| ------ | ------------ | ------------ | ------------------ | ---------------------------- |
| 1.     | "1. epizoda" | David Moore  | Danny Brocklehurst | 1. siječnja 2024.            |
| 2.     | "2. epizoda" | David Moore  | Danny Brocklehurst | 1. siječnja 2024.            |
| 3.     | "3. epizoda" | David Moore  | Charlotte Coben    | 1. siječnja 2024.            |
| 4.     | "4. epizoda" | Nimer Rashed | Jemi Ojefuwa       | 1. siječnja 2024.            |
| 5.     | "5. epizoda" | Nimer Rashed | Nina Metivier      | 1. siječnja 2024.            |
| 6.     | "6. epizoda" | Nimer Rashed | Tom Farrelly       | 1. siječnja 2024.            |
| 7.     | "7. epizoda" | David Moore  | Danny Brocklehurst | 1. siječnja 2024.            |
| 8.     | "8. epizoda" | David Moore  | Danny Brocklehurst | 1. siječnja 2024.            |

## Produkcija

### Razvoj
Serija je smještena u Ujedinjenom Kraljevstvu, za razliku od američkog okruženja u Cobenovom romanu. Coben, koji je stvorio seriju, bio je izvršni producent. To je jedna od brojnih adaptacija Cobenovih djela na Netflixu. Danny Brocklehurst bio je glavni scenarist i izvršni producent, a Nicola Shindler i Richard Fee također su bili izvršni producenti iz produkcijskog studija Quay Street Productions. Epizode su režirali David Moore i Nimer Rashed.

### Snimanje
Snimanje je započelo u Manchesteru u Engleskoj u veljači 2023., a uključivalo je i druge lokacije na sjeverozapadu, kao i neka dodatna snimanja u Španjolskoj. Proizvodnja je završena u kolovozu 2023.

## Vanjske poveznice
- Ako me prevariš u internetskoj bazi filmova IMDb-a